# Begonia bidentata
Espèce
Synonymes
- Begonia bidentata var. bidentata[1]
- Begonia langsdorffii A.DC.[1]

Begonia bidentata est une espèce de plantes de la famille des Begoniaceae.
L'espèce fait partie de la section Pritzelia.
Elle a été décrite en 1820 par Giuseppe Raddi (1770-1829).

## Répartition géographique
Cette espèce est originaire du pays suivant : Brésil.

## Liste des variétés
Selon Catalogue of Life (6 février 2017) :
- variété Begonia bidentata var. bidentata
- variété Begonia bidentata var. insularum

Selon World Checklist of Selected Plant Families (WCSP) (6 février 2017) :
- variété Begonia bidentata var. bidentata
- variété Begonia bidentata var. insularum A.DC. (1861)

Selon Tropicos (6 février 2017) (Attention liste brute contenant possiblement des synonymes) :
- variété Begonia bidentata var. bidentata
- variété Begonia bidentata var. insularum A. DC.